# 日の丸街宣倶楽部
日の丸街宣倶楽部（ひのまるがいせんくらぶ）は、日本に存在する社会運動を行う団体。代表は渡辺賢一。

## 概要
ヘイトスピーチとされるような言動を行う団体として報道されている。メンバー本人は差別やヘイトスピーチをしていないと主張している。条例による罰則要件には至っていなくても、特定の人種や民族を敵や犯罪者とみなす表現を行っている。行っている活動の動画を投稿しており、これには差別的なコメントが行われているものの、このコメントまでには責任は持たないとしている。
2020年11月8日には相模大野駅前で日の丸街宣倶楽部の街宣が行われる。そこでは川崎市は在日朝鮮人に汚染されている。朝鮮学校や在日本大韓民国民団などのおかしな施設があると発言されていた。相模原市にはマイノリティーの集住地域が無いがこのようなことが行われるようになっていた。このことから反差別相模原市⺠ネットワークは川崎市と同等以上の反差別条例を求める要望書や12万筆を越える署名を市に提出した。
2021年6月6日に日の丸街宣倶楽部は川崎駅前で街宣活動を行う。この時はヘイトスピーチ解消法が施行されて5年、川崎市でヘイトスピーチを規制する条例が施行されて1年となっていたのだが、ヘイトスピーチを行う街宣は各地で続いていた。この日に日の丸街宣倶楽部は、川崎市で施行された条例というのは川崎市民を弾圧しているや、川崎市はヘイトスピーチ解消法を悪用して日本人差別を正当化しているなどと訴えていた。
2021年9月24日に相模原市役所では相模原市人権施策審議会が行われ、師岡康子が相模原市においてのヘイトスピーチについての意見を述べる。ここでは日の丸街宣倶楽部は2020年11月に相模原市で街宣を行っており、そこでは川崎市は在日朝鮮人に汚染された結果日本人の口を封じる条例が施行されたと差別を煽る発言がされていた。2021年6月の日の丸街宣倶楽部の活動ではコロナウイルスを武漢ウイルスと言って中国への偏見を煽っていた。2021年7月18日の日の丸街宣倶楽部の活動では在日韓国人というのは日本国籍に変えることなく日本に居座って日本人と同じ権利をよこせと言っていると発言された。2021年9月5日の日の丸街宣倶楽部での活動では北朝鮮に帰れというプラカードが掲げられ、川崎市内では在日韓国人は寄生虫だ日本にたかる寄生虫だと発言されたことなどが報告された。
2022年2月8日には日の丸街宣倶楽部の主要メンバーである人物が柳刃包丁を持って武装したという内容の投稿をTwitterに行った。さらに在日韓国人が多く住む川崎市川崎区桜本の地名をあげて抗争したいとも投稿していた。このことから地元住民は警察に警備を要請したり、襲撃に備えて自衛策を講じたりするようになった。5日後の2月13日には中国人の脇腹に突っ込みたいや、桜本で中国人の右翼と抗争したいなどと投稿していた。このことから住民は2月15日には川崎市の人権施策を審議する有識者会議でヘイトクライムが予告されていると訴えた。住民はシャツの下に防刃ベストを装着する生活になっていた。2月20日には川崎駅前で日の丸街宣倶楽部の街宣が行われたのだが、団体としてはメンバーの発言に責任を取ろうとはしていなかった。2月8日に投稿していた人物は2月20日にはなた包丁を持って武装したという投稿をしていた。
2022年5月8日には日の丸街宣倶楽部は川崎駅前で街宣を行う。この際にヘイトスピーチに抗議をする「ヘイトスピーチを許さない『かわさき市民ネットワーク』」という団体は、自分たちで作成したビラを通行人に配布して、この演説はヘイトスピーチであるということを訴えた。このビラは『川崎・差別のない人権尊重のまちづくり通信』と題されたA3サイズに紙で、3月20日に作成されていた。このビラではヘイトスピーチはヘイトクライムにつながる恐れの指摘や、川崎市には全国初のヘイトスピーチには刑事罰を課す条例があるが活用しきれていないことや、被害者救済制度の確立が訴えられていた。
日の丸街宣倶楽部は在日外国人だけでなく性的少数者へのヘイトスピーチも行うようになる。2023年4月16日には川崎駅前で性的少数者へのヘイトスピーチを行う街宣を実施する。性的少数者というのは変態であると侮辱するヘイトスピーチが行われた。川崎市のヘイトスピーチを規制する条例というのは在日外国人を対象としたヘイトスピーチが規制されており性的少数者へのヘイトスピーチは規制されていない。6月25日にも川崎駅前で性的少数者へのヘイトスピーチを行う街宣を実施する。トランスジェンダーというのは性的犯罪者や変態であるかのようなヘイトスピーチを行っていた。
2024年4月21日に日の丸街宣倶楽部は川崎駅前で在日クルド人に対するヘイトスピーチを行うという街宣を実施した。これまでは在日韓国人に対するヘイトスピーチを行ってきたのだが、その対象は在日クルド人にまで拡大した。2024年5月19日には埼玉県川口市で在日クルド人にヘイトスピーチを行うデモ活動を実施している。7月14日には川口駅前で在日クルド人に対するヘイトスピーチの街宣を行う。この際に日の丸街宣倶楽部のメンバーがヘイトスピーチへの抗議を行う人物に体当たりをするという暴行事件を起こした。これで通算5度目の暴行事件であった。